# RedLibre
RedLibre é um projeto sem fins lucrativos onde um grupo de pessoas, entidades, gerências e empresas interessadas em construir uma rede de dados livre para poder fornecer dados, compartilhar recursos entre outros usos.
O RedLibre tem sido relacionado principalmente com comunidades de redes sem fio, muito próximas ao projeto FreeNetwork, mas na Espanha, sendo um ponto de contato para pessoas, permitindo a adesão a projetos. Para fazer isso, no início foi acordada uma alocação de rede (em espanhol) baseada na CIDR e todos os grupos interessados em tornar-se uma freenetwork na Espanha poderiam reservar uma sub-rede com compatibilidade e conectividade como possível.
RedLibre é uma meta comunidade livre de redes sem-fio na Espanha.
Os objetivos do projeto RedLibre são:
1. Construir uma rede livre (Red Libre);
2. Trazer tecnologia à sociedade e tornar a comunicação mais fácil;
3. Criar uma rede de emergência que poderia ser usada em um momento de desastre.

O projeto RedLibre foi criado em setembro de 2001 por Jaime Robles
, e é a primeira wireless community network da Espanha.